# Jesús Domínguez
Jesús Domínguez Martín (Los Cristianos, Santa Cruz de Tenerife, 27 de enero de 1926 - Güímar, Santa Cruz de Tenerife, 24 de marzo de 2003) conocido como "El Grillo" fue un nadador español que compitió en tres pruebas de los Juegos Olímpicos de Londres 1948.